# Soufiane Aouragh
Soufiane Aouragh (Róterdam, Países Bajos, 8 de febrero de 1991) es un exfutbolista neerlandés de origen marroquí.

## Clubes
| Club         | País         | Año        |
| ------------ | ------------ | ---------- |
| FC Dordrecht | Países Bajos | 2009-2011  |
| LRC Leerdam  | Países Bajos | 2011- 2012 |